# The Weary Blues
The Weary Blues is een gedicht geschreven door de Amerikaanse dichter Langston Hughes in 1925. Het werd voor het eerst gepubliceerd in het tijdschrift Opportunity en ontving een prijs voor het beste gedicht van het jaar, van datzelfde tijdschrift. Het gedicht biedt een inkijkje in een scène in een oude bar aan Lenox Avenue in de New Yorkse wijk Harlem, waar een Afro-Amerikaanse pianospeler de blues speelt. Hughes' gebruik van beeldspraak en poëtische taal geeft het gedicht een expressieve kwaliteit.
Het gedicht werd opgenomen in Hughes' debuutbundel The Weary Blues, die in 1926 werd gepubliceerd. Het werk wordt beschouwd als een vroeg voorbeeld van de fusie van blues en jazz met literatuur. Critici prezen Hughes' vermogen om de emoties van de bluesmuzikant vast te leggen en de algehele sfeer van het muziekleven in Harlem. Het gedicht is sindsdien opgenomen in verschillende literaire anthologieën en wordt beschouwd als een van de literaire hoogtepunten van de Harlem Renaissance.